# Ingwiller
Ingwiller (Ingweiler in tedesco) è un comune francese di 4 048 abitanti situato nel dipartimento del Basso Reno nella regione del Grand Est.

## Società

### Evoluzione demografica
Abitanti censiti